# ماريو ريزيتو
ماريو ريزيتو (بالإنجليزية: Mario Rizzetto)‏ هوَ عالم فيروسات إيطالي وُلدَ في 4 يونيو 1945، وفي عام 1977 أبلغ للمرة الأولى عن التهاب الكبد الفيروسي د كمولد ضد نووي في المَرضى المصابين بفيروس التهاب الكبد ب والذين قد أصيبوا بأمراض الكبد الحادة.
تَخرج ماريو بتخصص الطب والجراحة من جامعة بادوفا في عام 1969، وفي عام 1985 حصلَ على جائزة الملك فيصل العالمية في الطب، وفي عام 1987 حصلَ على جائزة روبرت كوخ وفي عام 1988 حصل على جائزة وليام بومونت من قبل الجمعية الأمريكية لأمراض الجهاز الهضمي، وأيضاً حصل على جائزة هانز بوبر في عام 1992.